# Joan Aymerich i Rocabayera
Joan Aymerich i Rocabayera (Badalona, 15 de juny de 1889-21 d'octubre de 1960) va ser un violinista, compositor i director d'orquestra català, autor de sardanes, sarsueles i altres obres.
Va néixer a la carretera Reial, actualment carrer de Francesc Layret del barri del Centre de Badalona. Va estudiar violí a l'Acadèmia Jofre de Barcelona, va tenir com a mestres de violí a Joaquim Cassadó i Pere Jofre, i de composició, harmonia i contrapunt a Josep Barberà. Va obtenir el títol de professor de violí el juny de 1915, i en haver acabat els estudis va fundar la seva pròpia escola de música a Badalona. També va ser fundador, l'any 1907, junt amb el seu amic Pere Bigas i Ribas, de la coneguda cobla-orquestra La Badalonina, la primera de la ciutat i antecedent de la cobla-orquestra La Principal de Badalona, fundada l'any 1939; el 1921 va ser cofundador, amb Antoni Botey i altres persones, de l'Orfeó Badaloní. També va promoure la creació de la Schola Simfònica de Badalona a fi de donar a conèixer els compositors badalonins, i de l'Associació d'Amics de la Música l'any 1927, a la qual van participar diverses personalitats locals. En acabar la guerra civil espanyola va crear la Banda Oficial de Badalona.
En l'àmbit de la composició es va dedicar a diversos gèneres, va compondre sardanes, de les quals les més conegudes són Tresina de Bellcaire, Font de la Rosa, Goig d'Amor, Font l'Esparver, Moreneta de la Serra, Josefina, Camí de cal Toi, però també sarsueles, com Ca la Francisqueta amb lletra de Manel de Tera, Els polvos d'amor amb lletra de Ramon Niubó, si bé la seva obra més representativa és Els pastorets o l'adveniment de l'infant Jesús amb text de Josep Maria Folch i Torres. A més va compondre pasdobles, tangos, xotis, algunes composicions de caràcter religiós, i sainets lírics, però cal destacar també de música de cambra, la Sonata per a violí i piano. Finalment, també va donar concerts, el primer va ser al centre El Loredán i el segon al Teatre Zorrilla, i va dirigir en una ocasió un concerte popular interpretat per la gran orquestra del Teatre del Liceu, que va tenir lloc a la sala del Cinema Picarol.